# 짱구는 못말려 극장판: 부리부리 3분 대작전
《짱구는 못말려 극장판: 부리부리 3분 대작전》(일본어: 映画クレヨンしんちゃん伝説を呼ぶブリブリ3分ポッキリ大進撃)은 2005년 제작된 일본의 애니메이션 영화이다.
우스이 요시토의 《주간 액션》에 연재된 만화 《크레용 신짱》을 원작으로 하여 제작된 TV시리즈 《크레용 신짱》(한국 더빙명 : 짱구는 못말려)의 극장용 애니메이션 영화 시리즈 13작이다.
원어 제목의 폿키리(ポッキリ)는 외래어를 표기하는 가타카나로 표현되었으며, 단단한 것이 부러지는 모양을 나타내는 일본의 단어이다. 한국어에서 비슷한 단어로는 똑, 뚝 등이 있다.
대한민국에서는 2008년 대원미디어㈜에서 수입하여 자사인 대원방송㈜에서 더빙 작업을 진행하여 《짱구는 못말려 극장판: 부리부리 3분 대작전》이라는 이름으로 방영되었다. 대원방송㈜에서는 프로그램 공급을 맡는 챔프, 애니원, 애니박스, 채널CGV에 공급하여 15세 이상 관람가 등급으로 방영되었다. 대원방송㈜에서는 한국식 이름과 지명을 사용하여 더빙 작업을 진행하였으나, 영화 내의 주제가, 오프닝, 엔딩곡 등은 방송사에 따라 원어 자막(또는 생략)으로 방영되기도 하였다.

## 줄거리
여느때처럼 출근하는 남편 배웅하랴, 아들 깨워서 유치원 보내랴, 딸아이 분유먹이랴 정신없는 아침을 맞이한 미사에. 남편과 아들이 가고나서야 집안은 조용해졌다. 한숨 돌린 그녀는 잠든 히마와리 옆에서 덩달아 눈을 감았는데 갑자기 안방에 걸려있던 족자가 저절로 흔들리더니 정체모를 구슬빛이 튀어나왔다. 방안을 둘러보던 구슬빛은 미사에 옆에 굴러다니던 엉덩이괴물 장난감에 빙의했다. 이날, 유치원을 마치고 돌아온 신노스케는 평소답지 않게 무척이나 발랄하고 장난기가 가득해진 엄마를 이상하게 여겼고 저녁에 퇴근한 히로시는 족자 너머 다른 세상에서 우스꽝스러운 옷을 입고 괴수들을 무찌르고 있는 아내를 발견했다.
모든건 안방에 걸린 족자를 통해 나타난 구슬빛 때문이었다. 그의 이름은 미래맨이었고 족자 너머 정체모를 괴수들이 우글거리는 다른 세상은 당장 3분뒤에 벌어질 미래세계였다. 설명을 끝낸 그는 노하라 일가에게 괴수들이 현재세계로 넘어오는 3분만에 그들을 모두 무찔러달라고 부탁했다. 이후 노하라 일가는 번갈아가며 만화영화 속 주인공으로 변신해 괴수들을 무찌르기 시작했다. 그러는 사이, 미사에와 히로시는 만화나 영화에서나 보던 아무도 모르는 영웅놀이에 심취해 괴수들이 나타날 시간만을 기다리느라 해야할 일도 뒷전이 됐다. 히로시는 회사를 휴가내버렸고 미사에는 집안일을 완전히 손놨다. 그래서 집안은 말할것도 없고 현관문 앞에도 쓰레기봉지가 가득할 정도로 엉망이 되고 말았다.
그러던 어느날, 노하라 일가 모두가 덤벼도 끄떡않는 강력한 괴수가 나타났고 막지못한 괴수는 현실세계를 엉망으로 만들기 시작한다. 그제서야 자신들이 하고있던 영웅놀이의 심각성을 깨달은 부부는 이불속에 숨어 떨고만 있었다. 그런데 신노스케는 혼자서라도 가겠다며 족자 너머 세계로 들어가려고 했고 이런 아들을 보고있을수만 없었던 부부는 딸아이와 애완견 시로까지 데리고 함께 간다.

## 명대사
이 극장판에서 짱구가 말했던 말 중 교훈적 특성을 나타내는 명대사가 있다.
 "강한 사람이 약한 사람을 도와주는 거라고 하셨잖아요? 그런데 강한 사람이든 약한 사람이든 도와주는 것이 좋을 것 같아서요...."— 짱구

## 등장인물
- 노하라 신노스케 (신짱구)
- 노하라 히로시 (신형만)
- 노하라 미사에 (봉미선)
- 노하라 히마와리 (신짱아)
- 미래맨
- 쿠리라
- 라돈 온센
- 규 돈
- 라비빈 세키네
- 바방바바밤바방
- 파이양
- 괴수 하타 요쿠
- 카마데
- 키리키리마이
- 2960
- 피스쿤
- 카트린느 3세
- 타나 시
- 사바시오
- 포치타마타로미케
- 고로도로
- 가짜 신노스케맨
- 부리부리 자에몽(그림 형식으로 출연)

## 한국어 더빙
- 짱구 / 블랙 짱구 : 박영남
- 짱구 아빠 : 오세홍
- 짱구 엄마 / 맹구 : 강희선
- 짱아 / 철수 / 미미 : 여민정
- 흰둥이 / 유리 : 장경희
- 채성아 / 리포터 : 하은진
- 원장 / 액션가면 / 기타 사무라이  : 현경수
- 건담 / 부장 / 사마귀 악당 : 임채헌
- 미래맨 : 전광주

## 캐스트
- 노하라 신노스케 - 야지마 아키코
- 노하라 히로시 - 후지와라 케이지
- 노하라 미사에 - 나라하시 미키
- 노하라 히마와리 - 코오로기 사토미

## DVD
- DVD - 2005년 11월 25일 반다이 비주얼에서 발매

## 갤러리

일본어 포스터

## 같이 보기
- 짱구는 못말려
- 우스이 요시토